# Dolna Dăbeva, Pazardjik
Dolna Dăbeva (în bulgară Долна Дъбева) este un sat în comuna Velingrad, regiunea Pazardjik,  Bulgaria. 

## Demografie
Componența etnică a satului Dolna Dăbeva
     Turci (5,67%)
     Bulgari (2,48%)
     Nicio identificare (91,84%)
     Altele (0%)
La recensământul din 2011, populația satului Dolna Dăbeva era de 282 locuitori. Nu există o etnie majoritară, locuitorii fiind turci (5,67%) și bulgari (2,48%). Pentru 91,84% din locuitori nu este cunoscută apartenența etnică.